# 1 W12 Maszyna

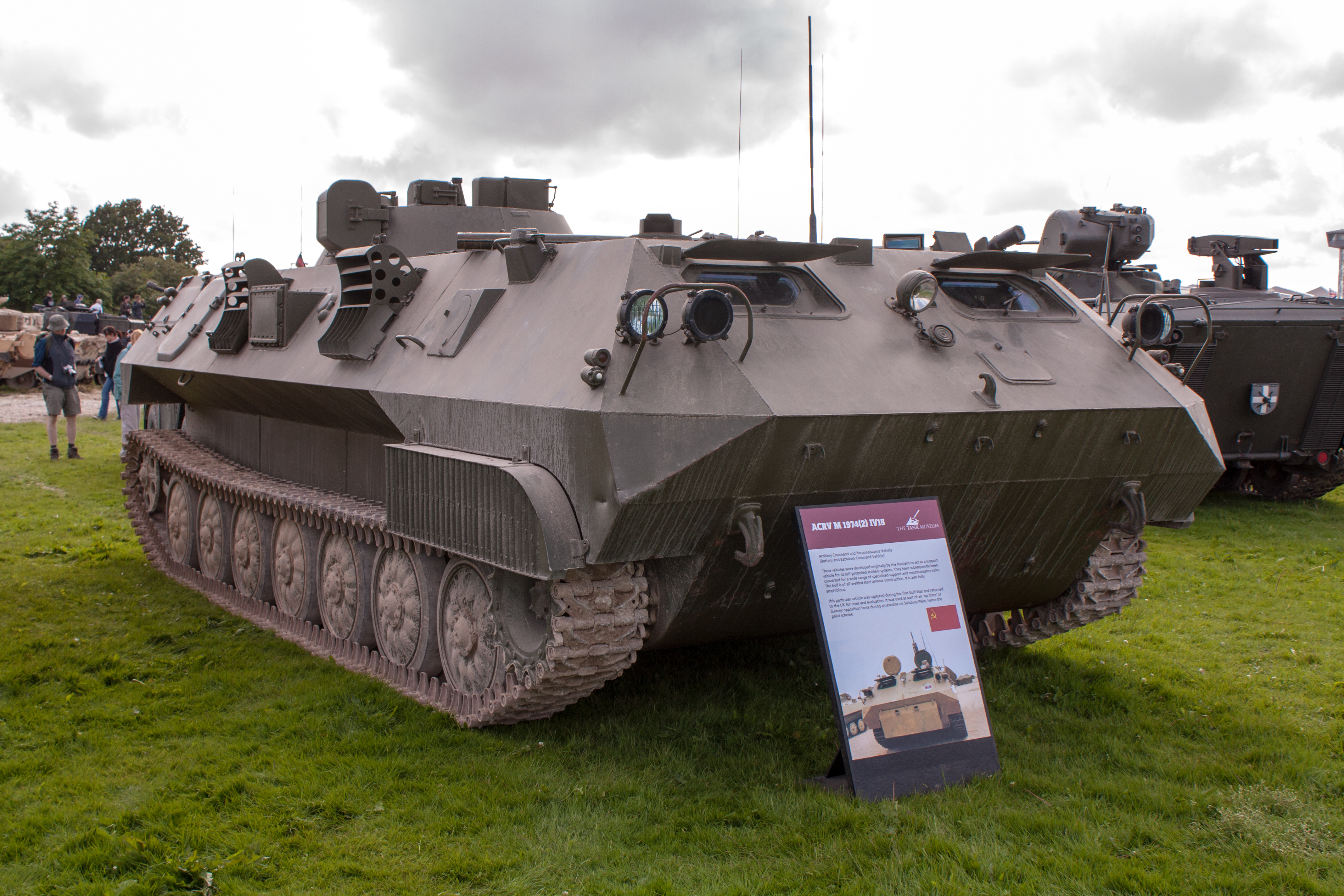
Wersja 1W15

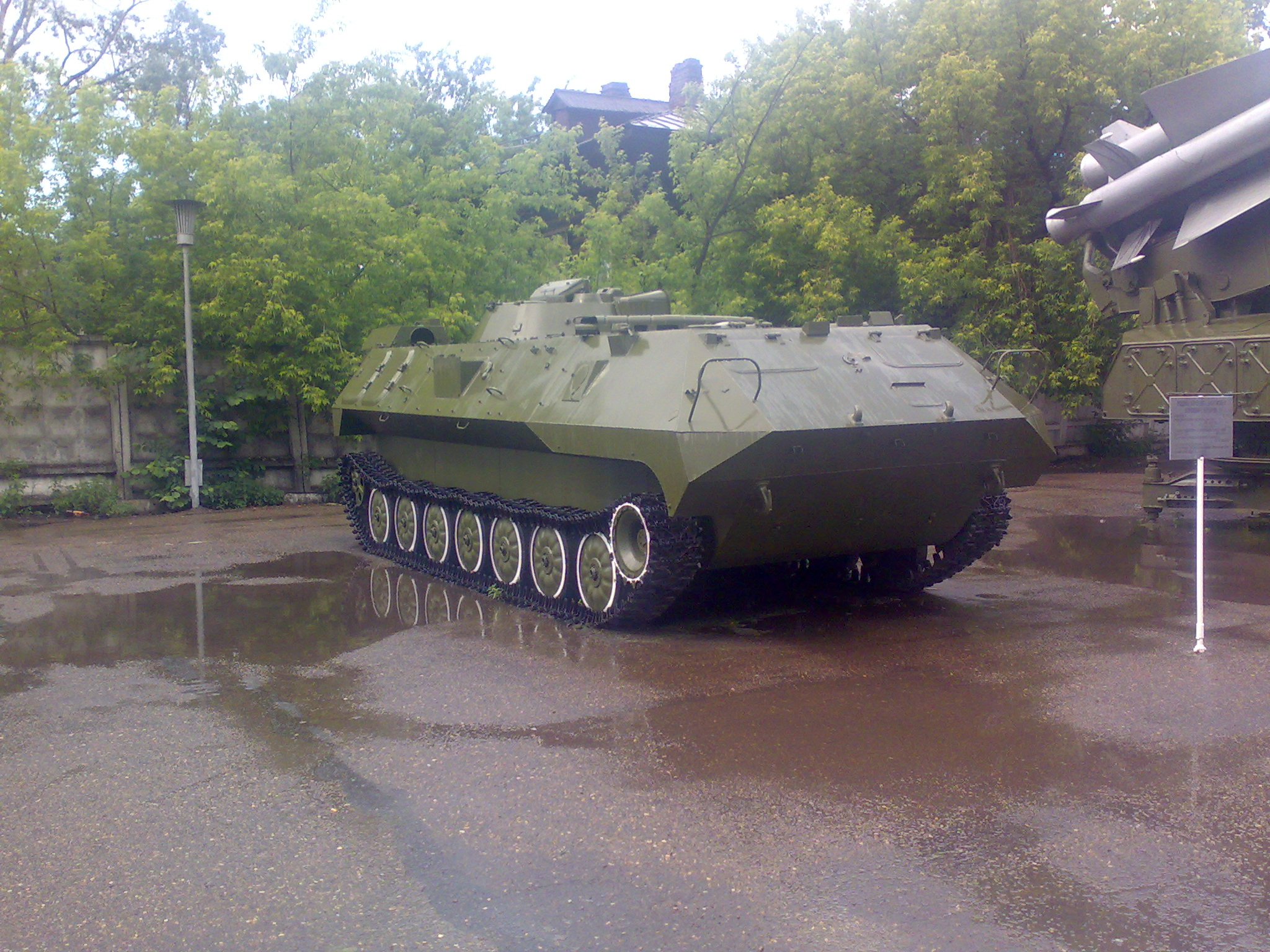
Wersja 1W13

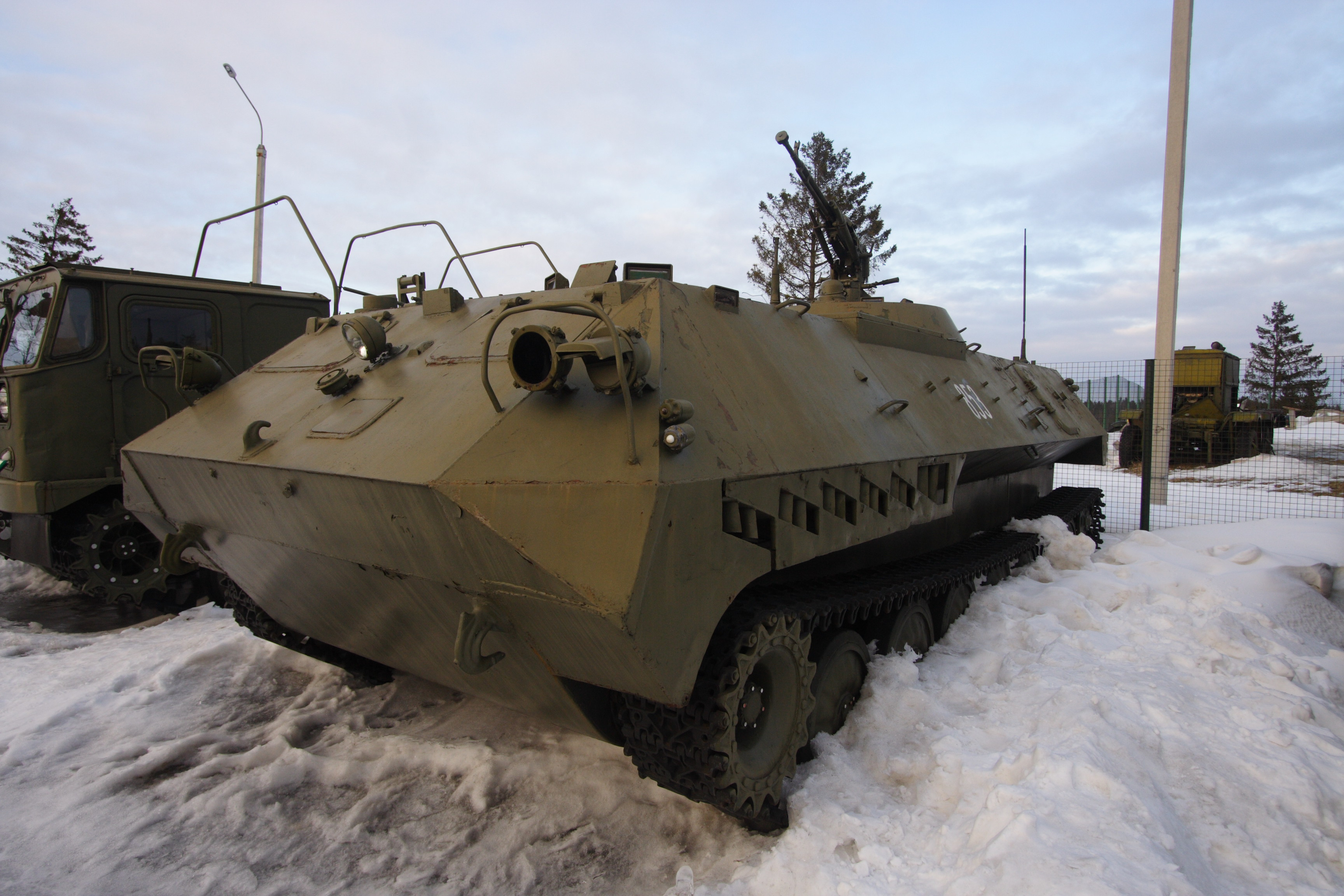
1W13 uzbrojony w karabin maszynowy kalibru 12,7 mm

1W12 Maszyna (ros.Машина 1В12) – system pojazdów automatycznego kierowania ogniem artylerii samobieżnej w skład którego wchodzą cztery artyleryjskie wozy kierowania.

## Przeznaczenie
Wozy systemu kierowania ogniem artylerii 1W12 Maszyna pełnią rolę mobilnych stanowisk dowodzenia, współdziałają z jednostkami piechoty zmotoryzowanej i czołgów zapewniając rozpoznanie i kierowanie ogniem artylerii. System 1W12 Maszyna, obejmuje wozy kierowania artylerią: 1W13, 1W14, 1W15 i 1W16, o różnych modyfikacjach i różniących się wyposażeniem. Pojazdy zapewniają kierowanie ogniem artylerii, o każdej porze roku i dnia w każdych warunkach pogodowych, w temperaturze od - 40 °C do + 45 °C, przy wilgotności względnej 98%, zawartości pyłu w powietrzu do 2 g/m3, i w warunkach górskich do wysokości 3000 m n.p.m..

## Konstrukcja
Pojazdy zostały zbudowane na bazie pływającego i opancerzonego podwozia uniwersalnego transportera MT-LBu, które jest konstrukcją spawaną ze stalowych płyt pancernych. Kadłub jest całkowicie szczelny i chroni załogę pojazdu przed pociskami karabinowymi 7,62 mm, odłamkami i radioaktywnym pyłem. Silnik jest zainstalowany w środku kadłuba, który jest podzielony na pomieszczenie sprzętowe i przedział sterowniczy. W kabinie sterowniczej zamontowane są dwa rzędy siedzeń. Pierwszy rząd przeznaczony jest dla kierowcy, radiotelegrafisty i dowódcy załogi wozu, drugi rząd jest zapasowy. W pomieszczeniu sprzętowym znajdują się dwa siedzenia ze składanymi stolikami.
Urządzenia obserwacyjne znajdują się w małej wieży na kadłubie, są chronione przez pancerne obudowy i szkło pancerne. Wieża obraca się na obrotniku, który jest zamocowany na górnej części kadłuba. Mechanizm obrotu wieży ma tryb ręczny i automatyczny zasilany silnikiem elektrycznym.
Zainstalowano generator prądu z autonomiczną jednostkę napędową o mocy 30 koni mechanicznych, który dostarcza energię elektryczną do zasilania specjalistycznego wyposażenia umieszczonego w pojeździe, bez uruchamiania silnika głównego na postoju. Aby ułatwić jego obsługę, zmieniono położenie włazów serwisowych kadłuba.

### Silnik i skrzynia biegów
Napęd stanowi silnik JMZ-238N o mocy 300 KM, zsynchronizowana hydromechaniczna skrzynia biegów, sprzęgło główne, przekładnia pośrednia, centralny wał napędowy, dwa boczne wały napędowe i przekładnie boczne.

### Podwozie
Podwozie posiada dwa koła napędowe napędu gąsienic z przodu kadłuba, dwa koła napinające z napinaczami hydraulicznymi, czternaście kół jezdnych, cztery amortyzatory hydrauliczne, zawieszenie z wahaczami na drążkach skrętnych.

## Uzbrojenie
Karabin maszynowy PKM kalibru 7,62 mm używany jako główne uzbrojenie. Karabin jest transportowany wewnątrz pojazdu, a podczas strzelania montowany w specjalnym opancerzonym uchwycie, który znajduje się na dachu wieży. Przewożony ładunek amunicji wynosi 1250 nabojów. Dodatkowo możliwe jest prowadzenie ognia z broni osobistej załogi poprzez specjalne otwory strzelnicze w kadłubie.
Biorąc pod uwagę doświadczenia wojny w Afganistanie, w niektórych pojazdach wzmocniono uzbrojenie: karabin maszynowy PKM kalibru 7,62 mm, zastąpiono wielkokalibrowym NSW kalibru 12,7 mm, który umożliwiał ostrzeliwanie zarówno celów naziemnych, jak i powietrznych.

### Dane taktyczne[4]
| Błąd mediany w określaniu współrzędnych punktu parkowania maszyny: |                                         |
| W ruchu do 5 km                                                    | nie więcej niż 20 m                     |
| W ruchu od 5 do 10 km                                              | nie więcej niż 0,3% przebytego dystansu |
| Czas do gotowości sprzętu topograficznego                          | max. 13 min                             |
| Błąd w określaniu rzeczywistego azymutu osi podłużnej maszyny      | 00 - 007 stopnia                        |
| Czas na wyznaczenie rzeczywistego azymutu osi podłużnej maszyny    | 3 min                                   |
| Błąd pomiaru maksymalnego zasięgu ognia                            | nie więcej niż 10 m                     |

### Przykładowe wyposażenie

#### Środki obserwacji
- Panoramiczny celownik obserwacyjny VOP-7A;
- System meteorologiczny 1T804;
- Dalmierz topograficzny stereoskopowy DS-1;
- Dalmierz artyleryjski DST-451[5];

#### Sposób przygotowania danych wstępnych do prowadzenia ognia
- Zautomatyzowana stacja robocza (AWS) oparta na komputerze
- Zautomatyzowana Meteorologiczna Stacja Pomiarowa (SMAI);
- Oprogramowanie specjalne
- System pozycjonowania GPS.
- RMPK-4 urządzenie do transmisji danych (GUPD)[6];

#### Środki łączności
- Radiostacja UKF R-123M;
- Radiostacja szerokopasmowa VHF R-111;
- Radiostacja R-130M HF;
- R-107M szerokopasmowy przenośny radioodbiornik VHF;
- 1T803M interkom do komunikacji między członkami załogi[5];

## Rodzaje
1W13 Maszyna
Pojazd przeznaczony jest do kierowania ogniem baterii armat (wysunięte stanowisko dowodzenia). Zapewnia:
- określenie współrzędnych stanowiska strzeleckiego;
- orientację dział w kierunku ostrzału;
- automatyczny odbiór danych z komputera wozu dowodzenia dowódcy baterii armat do prowadzenia ognia i nastaw urządzeń celowniczych armat za pośrednictwem kanałów komunikacji przewodowej i radiowej;
- utrzymywanie łączności z dowódcą dywizjonu, baterii i dowódcą działa.

Załoga składa się ze oficera, dowódcy drużyny (operatora - geodety topograficznego), radiotelegrafisty, operatora sprzętu pokładowego i mechanika - kierowcy.
1W14 Maszyna
Stanowisko dowodzenia i obserwacji dowódcy baterii armat, przeznaczone do rozpoznania i kierowania ogniem baterii w ścisłej współpracy z jednostkami piechoty zmotoryzowanej i czołgów podczas walki. Zapewnia realizację zadań z zakresu:
- rozpoznania położenia jednostek wroga i terenu;

- określanie współrzędnych celów;
- poprawki prowadzenia ognia;
- utrzymywanie łączności z dowództwem, wspieranych jednostek.

Załoga składa się z oficera, dowódcy drużyny (geodety topograficznego), radiotelegrafisty, operatora dalmierza, operatora urządzeń zwiadu elektronicznego i mechanika- kierowcy.
1W15 Maszyna
Stanowisko dowodzenia i obserwacji dywizjonu armat, (wysunięte stanowisko dowodzenia), jest przeznaczone do prowadzenia rozpoznania i kierowania ogniem artylerii na szczeblu dywizjonu. Współdziała w bezpośrednim kontakcie z jednostkami oddziałów zmotoryzowanych i czołgów podczas walki. Maszyna zapewnia realizację tych samych zadań, co pojazd dowódcy baterii.
1W16 Maszyna
Wóz dowodzenia dowódcy dywizjonu, realizuje następujące zadania:
- obliczanie danych do prowadzenia ognia, określania metod strzelania do celu i automatycznego ich przenoszenia na stanowiska strzeleckie;
- przetwarzanie wyników odniesień topograficznych i geodezyjnych;
- pomiar naziemnych danych meteorologicznych;
- utrzymywanie łączności ze sztabem pułku, oraz z dowódcami poszczególnych dywizjonów w wozach artyleryjskiego rozpoznania i dowodzenia[4].

## W Polsce
Na wyposażeniu Wojska Polskiego po wprowadzeniu na uzbrojenie armatohaubicy 2S1 Goździk w latach 80. XX wieku, były używane wozy automatycznego systemu dowodzenia artylerią 1W12 Maszyna.